# 배진홍
배진홍(1981년 2월 7일 ~ )은 대한민국의 성우로, 2008년 KBS 공채 33기로 입사했다.

## 출연작

### TV 애니메이션(KBS)
- 꼬마기차 추추 (KBS) - 두더지 상어
- 오후의 초록가방 (KBS) - 꾸리
- 플루팔루 대모험 (KBS) - 말릭
- 우당탕탕 콩순이와 친구들 (KBS) - 송이
- 뱅글스쿨 (KBS) - 롤리 / 욜라
- 꼬꼬마 텔레토비 (KBS) - 나나
- 아이 엠 스타!(투니버스) - 마리아
- 명탐정 코난 (투니버스) - 장소정 / 정희진
- 마스터 햄스터 장인 (재능TV) - 공은솔
- 치링치링 시크릿 쥬쥬 (재능TV) - 바이올렛 / 딸기 / 아이린
- 무민 시즌2 (재능TV) - 무민
- 디지몬 고스트 게임 (재능TV) - 토브캐트몬 / 안나

### 영화 애니메이션
- 쿵푸팬더2
- 극장판 콩순이: 장난감나라 대모험 - 송이 / 코끼리
- 호비와 쿠우의 어드벤처 : 고래의 노래 - 호비
- 마다가스카의 펭귄
- 빅히어로 - 아비게일
- 파워배틀 와치카 미니카 배틀리그: 불꽃의 질주 - 토리 / 메이
- 루카 - 시뇨라 마르시글리에세, 콘체타 아라고스타
- 메이의 새빨간 비밀 - 릴리

### 영화 더빙
- 매버릭(KBS) - 메리의 친구(마곳 키더) / 메리의 딸(킴벌리 컬럼) / 남자 아이(투숀니 터친)
- 웰컴(KBS) - 미나(데리아 아르베르디)
- 마이너리티 리포트(KBS) - 숀(도미닉 스콧 케이/타일러 패트릭 존스) / 동료 요원(제시카 캡쇼) / 하워드의 아들 / 시스템 음성
- 은하수를 여행하는 히치하이커를 위한 안내서(KBS) - 론톡(안나 챈셀러)
- 자유로운 세계(KBS) - 제이미(조 시플릿)
- 에반 올마이티(KBS) - 조단(그레이엄 필립스)
- 굿모닝 맨하탄(KBS) - 사프나(나비아 코티아)
- 와즈다(KBS) - 레일라(사라 알자베르)
- 싱 스트리트(KBS) - 대런(벤 캐롤란)

### 외화 더빙
- 심해원정대 오르페우스호(KBS) - 매디(앤토니아 토머스)
- 토치우드(KBS) - 칼라
- 닥터 후(KBS) - 로나
- 울트라맨 뫼비우스(재능TV) - 차유진
- 초한지(KBS) - 신희공주
- 오펀 블랙(KBS) - 바비 (다이아나 몰도반)
- 아틀란티스(KBS) - 엘피스
- 닥터 포스터(KBS) - 칼리(클레어-홉 애쉬티)
- 리썰 웨폰(KBS) - 마리아(대니얼라 알론소)
- 문나이트 - 바비(앤 아킨지린) / 도나(루시 태커레이)

### 라디오
- 라디오 독서실 - 완두콩
- 라디오 극장 - 금아
- KBS 무대 10년(지상에서 영원으로)
- KBS 무대 10년(아빠의 무모한 도전)
- KBS 무대 10년(알파맘 수난기)
- KBS 무대 10년(달의 바다)
- KBS 무대 10년(도둑 갈매기)
- KBS 무대 10년(익숙한 곳에서 길찾기)
- KBS 무대 10년(비온 뒤 맑음)
- KBS 라디오 극장 10년(나목)